# Бунвил (Северна Каролина)
Бунвил (енгл. Boonville) град је у америчкој савезној држави Северна Каролина.

## Демографија
По попису из 2010. године број становника је 1.222, што је 84 (7,4%) становника више него 2000. године.
| Група             | 2000.         | 2010.         |
| Белци             | 1.071 (94,1%) | 1.104 (90,3%) |
| Афроамериканци    | 51 (4,5%)     | 43 (3,5%)     |
| Азијати           | 3 (0,3%)      | 1 (0,1%)      |
| Хиспаноамериканци | 4 (0,4%)      | 64 (5,2%)     |
| Укупно            | 1.138         | 1.222         |